# Fitz Hall
Fitz Hall, né le 20 décembre 1980 à Walthamstow (Londres), est un footballeur anglais qui évolue au poste de défenseur à Watford.

## Biographie
Le 21 mai 2012, QPR annonce que Fitz Hall est libéré à l'issue de son contrat, qui court jusqu'au 30 juin.
Le 30 juillet 2012, Hall signe un contrat d'un an en faveur de Watford. Il quitte le club à la fin de la saison. Le 22 novembre 2013 il rejoint de nouveau le club pour une période d'un mois.

## Palmarès
- Queens Park Rangers
  - Champion de D2 en 2011.